# Cmentarz prawosławny w Gołębiu
Cmentarz prawosławny w Gołębiu – nekropolia w Gołębiu, utworzona na potrzeby miejscowej ludności unickiej w II połowie XIX w., następnie przemianowana na prawosławną. Użytkowana głównie do końca II wojny światowej.

## Historia i opis
Cmentarz powstał w II połowie XIX wieku na potrzeby parafii unickiej. Zmienił denominację po przemianowaniu tejże parafii na prawosławną wskutek likwidacji unickiej diecezji chełmskiej w 1875 r. Cmentarz był użytkowany przez miejscową ludność głównie do końca II wojny światowej i wysiedlenia prawosławnych Ukraińców. Po nim na cmentarzu odbyło się jeszcze kilka prawosławnych pochówków, ostatni w 1962. 
Na początku lat 90. XX wieku na terenie nekropolii zachowało się ok. 30 kamiennych i betonowych nagrobków sprzed 1945 r.  Miały one postać postumentów z łacińskimi i prawosławnymi krzyżami, dekorowane wielostopniowymi gzymsami uskokowymi, trójkątnymi tympanonami i wolutami. Na terenie znaleźć można wiele drewnianych i żeliwnych krzyży, a także liczne groby ziemne. Inskrypcje na nagrobkach wykonane zostały w językach cerkiewnosłowiańskim i polskim. 
Wokół cmentarza rosną 4 jesiony, lipa, kasztanowiec, świerk, topola i grusza. W gęstych zaroślach występują samosiewy jesionu i klonu, bez lilak, bez czarny, pokrzywy i barwinek.